# Campionato brasiliano di rugby a 15 2013
Il campionato brasiliano di rugby 2013 (Campeonato Brasileiro de Rugby de 2013) o Super 10 è stata una competizione promossa dalla CBRu (Confederação Brasileira de Rugby) e ha visto per la terza volta la partecipazione di dieci squadre e il ritorno al girone unico.
Il torneo ha visto il ritorno alla vittoria della squadra brasiliana più titolata il São Paulo Athletic Club, al suo tredicesimo successo, battendo in finale un'altra squadra di San Paolo il Pasteur Athletique Club.

## Squadre partecipanti
|  | Squadra      | Città               | Stato             |
|  | Bandeirantes | San Paolo           | San Paolo         |
|  | Curitiba     | Curitiba            | Paraná            |
|  | Desterro     | Florianópolis       | Santa Catarina    |
|  | Farrapos     | Bento Gonçalves     | Rio Grande do Sul |
|  | BH Rugby     | Belo Horizonte      | Minas Gerais      |
|  | Niterói      | Niterói             | Rio de Janeiro    |
|  | Pasteur      | San Paolo           | San Paolo         |
|  | Rio Branco   | San Paolo           | San Paolo         |
|  | São José     | São José dos Campos | San Paolo         |
|  | SPAC         | San Paolo           | San Paolo         |

## Formula del torneo
Per questa stagione la CBRu (Confederação Brasileira de Rugby) ha deciso di modificare la formula riportandola al girone unico con la disputa dei play off.
Alla fine della stagione regolare le prime quattro squadre disputarono le semifinali (la prima contro la quarta e la seconda contro la terza) giocate allo Estádio ícaro de Castro Melo di San Paolo.
Le vincitrici delle semifinali disputarono la finale alla Arena Barueri sempre a San Paolo.
L'ultima classificata dovrà giocarsi lo spareggio con la vincitrice della Coppa del Brasile per determinare la permanenza al campionato del 2014.

## Prima fase

### 1ª giornata
| São José dos Campos 15 giugno 2013 | São José | 36 – 3 | BH Rugby | Estádio Martins Pereira |

| San Paolo 15 giugno 2013 | SPAC | 51 – 0 | Niterói | SPAC |

| San Paolo 15 giugno 2013 | Pasteur | 21 – 15 | Bandeirantes | Arena Paulista |

| Florianópolis 15 giugno 2013 | Desterro | 21 – 5 | Curitiba | Campo das Dunas |

| Bento Gonçalves 15 giugno 2013 | Farrapos | 33 – 10 | Rio Branco | Estádio da Montanha |

### 2ª giornata
| Nova Lima 29 giugno 2013 | BH Rugby | 7 – 76 | SPAC | Condomínio Lagoa do Miguelão |

| Niterói 29 giugno 2013 | Niterói | 13 – 49 | São José | UFF Gragoatá |

| San Paolo 29 giugno 2013 | Bandeirantes | 21 – 13 | Desterro | Arena Paulista |

| São Bernardo do Campo 29 giugno 2013 | Rio Branco | 14 – 24 | Curitiba | Clube Campestre |

| Bento Gonçalves 29 giugno 2013 | Farrapos | 23 – 28 | Pasteur | Estádio da Montanha |

### 3ª giornata
| San Paolo 13 giugno 2013 | Pasteur | 65 – 3 | Niterói | Arena Paulista |

| Florianópolis 7 settembre 2013 | Desterro | 40 – 25 | Rio Branco | Campo das Dunas |

| São José dos Campos 13 giugno 2013 | São José | 21 – 20 | Farrapos | Estádio Martins Pereira |

| San Paolo 13 giugno 2013 | SPAC | 10 – 15 | Bandeirantes | SPAC |

| Belo Horizonte 13 giugno 2013 | BH Rugby | 10 – 46 | Curitiba | Campo do Rei |

### 4ª giornata
| Curitiba 27 giugno 2013 | Curitiba | 24 – 12 | São José | Paraná Esporte |

| San Paolo 27 giugno 2013 | Rio Branco | 3 – 52 | SPAC | Arena Paulista |

| Embu das Artes 27 giugno 2013 | Pasteur | 100 – 0 | BH Rugby | Estádio Municipal Hermínio Esposito |

| Florianópolis 27 giugno 2013 | Desterro | 20 – 26 | Farrapos | Amocam |

| Niterói 27 giugno 2013 | Niterói | 0 – 36 | Bandeirantes | UFF Gragoatá |

### 5ª giornata
| São José dos Campos 3 agosto 2013 | São José | 25 – 30 | Pasteur | Teatrão |

| Florianópolis 3 agosto 2013 | Desterro | 12 – 31 | SPAC | AMOCAN |

| Bento Gonçalves 3 agosto 2013 | Farrapos | 104 – 0 | BH Rugby | Estádio da Montanha |

| San Paolo 3 agosto 2013 | Bandeirantes | 53 – 5 | Rio Branco | Arena Paulista |

| Curitiba 3 agosto 2013 | Curitiba | 26 – 13 | Niterói | Paraná Esporte |

### 6ª giornata
| San Paolo 17 agosto 2013 | SPAC | 8 – 9 | São José | SPAC |

| Curitiba 17 agosto 2013 | Curitiba | 10 – 18 | Pasteur | Paraná Esporte |

| Belo Horizonte 17 agosto 2013 | BH Rugby | 19 – 37 | Desterro | Campo do Rei |

| Bento Gonçalves 17 agosto 2013 | Farrapos | 23 – 30 | Bandeirantes | Estádio da Montanha |

| Niterói 17 agosto 2013 | Niterói | 21 – 10 | Rio Branco | UFF Gragoatá |

### 7ª giornata
| São José dos Campos 31 agosto 2013 | São José | 57 – 15 | Bandeirantes | Teatrão |

| Curitiba 31 agosto 2013 | Curitiba | 9 – 15 | SPAC | Paraná Esporte |

| San Paolo 31 agosto 2013 | Pasteur | 20 – 19 | Desterro | Arena Paulista |

| Belo Horizonte 31 agosto 2013 | BH Rugby | 29 – 30 | Rio Branco | UniBH |

| Bento Gonçalves 31 agosto 2013 | Farrapos | 27 – 3 | Niterói | Estádio da Montanha |

### 8ª giornata
| São José dos Campos 26 settembre 2013 | Rio Branco | 3 – 73 | São José | Parque Thermas do Vale |

| San Paolo 14 settembre 2013 | SPAC | 51 – 15 | Pasteur | SPAC |

| Florianópolis 14 settembre 2013 | Desterro | 41 – 20 | Niterói | AMOCAN |

| Curitiba 14 settembre 2013 | Curitiba | 23 – 25 | Farrapos | Paraná Esporte |

| San Paolo 14 settembre 2013 | Bandeirantes | 76 – 14 | BH Rugby | Arena Paulista- |

### 9ª giornata
| Niterói 21 settembre 2013 | Niterói | 18 – 15 | BH Rugby | UFF Gragoatá |

| San Paolo 21 settembre 2013 | Bandeirantes | 16 – 26 | Curitiba | Arena Paulista |

| São José dos Campos 21 settembre 2013 | São José | 59 – 7 | Desterro | ADC Panasonic |

| San Paolo 21 settembre 2013 | SPAC | 43 – 13 | Farrapos | SPAC |

| San Paolo 21 settembre 2013 | Pasteur | 64 – 12 | Rio Branco | Clube Campestre |

#### Classifica
| pos | Squadra      | G. | V. | N. | P. | P+  | P-  | Diff. | BM | BS | Pt. |
| 1   | Pasteur      | 9  | 8  | 0  | 1  | 361 | 158 | 203   | 6  | 0  | 38  |
| 2   | SPAC         | 9  | 7  | 0  | 2  | 337 | 83  | 254   | 5  | 2  | 35  |
| 3   | São José     | 8  | 6  | 0  | 2  | 343 | 123 | 220   | 5  | 1  | 34  |
| 4   | Bandeirantes | 9  | 6  | 0  | 3  | 284 | 187 | 97    | 3  | 1  | 28  |
| 5   | Farrapos     | 9  | 5  | 0  | 4  | 294 | 187 | 107   | 4  | 3  | 27  |
| 6   | Curitiba     | 9  | 5  | 0  | 4  | 193 | 146 | 47    | 2  | 2  | 24  |
| 7   | Desterro     | 9  | 4  | 0  | 5  | 210 | 226 | -16   | 3  | 2  | 21  |
| 8   | Niterói      | 9  | 2  | 0  | 7  | 91  | 314 | -223  | 0  | 0  | 8   |
| 9   | Rio Branco   | 9  | 1  | 0  | 8  | 112 | 389 | -277  | 2  | 0  | 6   |
| 10  | BH Rugby     | 9  | 0  | 0  | 9  | 115 | 536 | -421  | 1  | 2  | 3   |

## Fase a play-off
|  | Semifinali   | Semifinali   | Semifinali |      |         | Finale  | Finale | Finale |  |
|  |              |              |            |      |         |         |        |        |  |
|  | Pasteur      | Pasteur      | 39         |      |         |         |        |        |  |
|  | Pasteur      | Pasteur      | 39         |      |         |         |        |        |  |
|  | Bandeirantes | Bandeirantes | 15         |      |         |         |        |        |  |
|  | Bandeirantes | Bandeirantes | 15         |      | Pasteur | Pasteur | 18     |        |  |
|  |              |              |            |      | Pasteur | Pasteur | 18     |        |  |
|  |              |              | SPAC       | SPAC | 22      |         |        |        |  |
|  | SPAC         | SPAC         | SPAC       | SPAC | 22      | 21      |        |        |  |
|  | SPAC         | SPAC         |            |      |         |         |        |        |  |
|  | São José     | São José     | 18         |      |         |         |        |        |  |

### Semifinali
| Arbitro: | Ricardo Sant'anna |

|                                                                               |      |                                |
| Alex Barbalho "Ogro", Marcos "Pixtola" Correa Thiago Maihara (2), Felipe Zeni | mt   | Walter Sugarava "Japinha" Luís |
| Douglas "Gu" Andrade (4)                                                      | tr   | Valter Sugarava "Japinha"      |
| Douglas "Gu" Andrade (2)                                                      | c.p. | Valter Sugarava "Japinha"      |

| Arbitro: | Xavier Vouga |

|                            |      |                          |
| Jardel Mendonça Nick Smith | mt   | Vico Pedro Lopes         |
| Leco Amaral                | tr   | Lucas "Tanque" Duque     |
| Leco Amaral (3)            | c.p. | Lucas "Tanque" Duque (2) |

### Finale
| Arbitro: | Henrique Platais |

|                           |      |                                                 |
| Alex Ogro (2) Diego Lopez | mt   | Jardel Mendonça Martin Schaefer André "Boy" (2) |
|                           | tr   | Leco Amaral                                     |
| Douglas Andrade           | c.p. |                                                 |

### Spareggio per l'ammissione al campionato 2014
Lo spareggio tra l'ultima classificata del Brasileirão e la vincitrice della Coppa del Brasile ha visto la vittoria del Alecrim sopra il Belo Horizonte Rugby Clube promuovendo la squadra di Natal al campionato del 2014.
| São Gonçalo do Amarante 26 ottobre 2013 | Alecrim | 31 – 0 | BH Rugby | Ninho do Periquito |